# Fatoumata Traoré
Pour les articles homonymes, voir Traoré.
Fatoumata Traoré (ou Fatou Traoré) est une actrice burkinabè née le 8 mars 1980 à Abidjan.

## Biographie
Après une enfance en Côte d'Ivoire, elle rentre au Burkina Faso à l'âge de 11 ans et poursuit ses études dans la ville de Bobo-Dioulasso,.
Après avoir joué des rôles dans des séries et un court métrage entre 2002 et 2004, sa carrière d'actrice débute véritablement quand elle obtient un rôle principal en 2005 dans le long métrage L'amour est encore possible,,. Elle a joué dans plusieurs autres courts métrages, longs métrages ou séries burkinabè.
Elle a été animatrice radio à Horizon FM en 2006 puis à Savane FM en 2008. Elle est aussi responsable d'une agence de communication.

## Filmographie
- 2002 : Les Bobodioufs (série)
- 2003 : Séro-angoissée
- 2004 : La Mayonnaise africaine (série)
- 2005 : L'amour est encore possible
- 2007 : Baya
- 2007 : Humanitaire
- 2007 : Kolo et Solo (série)
- 2008 : Wibdo
- 2009 : Enfants des autres
- 2009 : Un fantôme dans la ville
- 2009 : Éclipse
- 2009 : Mogho puissant
- 2009 : Le Fauteuil
- 2010 : Sam le caïd
- 2011 : Cœur de lion
- 2011 : Le Testament (série)
- 2011 : Celibatorium 3 (série)
- 2011 : Qui sème le vent
- 2012 : Celibatorium 3 (série)
- 2012 : 15h15
- 2012 : Faso Furie
- 2012 : Ouaga Love (série)
- 2013 : Ouaga Love 2 (série)
- 2014 : Kokoko Affairages.com
- 2015 : L'Œil du cyclone de Sékou Traoré
- 2015 : Ouaga Love 3 (série)
- 2015 : Djarabi (série)
- 2018 : Petites Histoires, Gros Problèmes (série)
- 2018 : Tout ça pour rien
- 2019 : Entre nos murs (série)